# Palasari (Cibiru)
Palasari is een bestuurslaag in het regentschap Kota Bandung van de provincie West-Java, Indonesië. Palasari telt 19.497 inwoners (volkstelling 2010).